# Cellois
Le cellois (endonyme : patouais d’La Cèle) est une variété de marchois, qui est essentiellement parlée à La Celle-Dunoise, dans le Croissant linguistique, une aire de transition des domaines oïl et oc dans le centre de la France métropolitaine.

## Situation sociolinguistique
Le parler croissantin de La Celle-Dunoise est aujourd’hui en voie de disparition, avec seulement une quinzaine de locuteurs natifs, majoritairement âgés de plus de soixante-dix ans. Sa transmission intergénérationnelle a cessé peu après la Seconde Guerre mondiale. Les derniers locuteurs résident dans les hameaux environnants — appelés « villages » dans le Limousin —, le bourg ayant été francisé de longue date. De ce fait, il n’existe plus de véritable communauté linguistique, le cellois n'étant utilisé qu’en contexte restreint : au sein du couple, entre membres d’une même génération ou entre amis également patoisants. On observe par ailleurs quelques microvariations selon les hameaux de la commune.

## Étude
Louis Lacrocq, le président de la Société des sciences de la Creuse, à l'occasion de la publication d'une monographie sur la commune de La Celle-Dunoise, entre 1921 et 1926, décrit alors en 1925 le marchois qui y est parlé : « notre patois n’a aucunement l’ac- centuation méridionale ; on le prononce comme en français en mettant l’accent tonique sur les mêmes syllabes et on y mêle beaucoup de mots français sans modifications. La nasalisation de certains sons est très marquée »,.
Dans le cadre de deux projets gérés par l'Agence nationale de la recherche portant sur « les parlers du Croissant » et la « caractérisation linguistique et environnementale d’une aire de transition  »,,, Philippe Maurer-Cecchini fait paraître une grammaire descriptive de la variété en 2021. Son étude, dont les données sont récoltées entre 2016 et 2019, repose sur huit informateurs, dont six parlent la variété croissantine de La Celle-Dunoise (les deux autres celles de Bussière-Dunoise et Saint-Sulpice-le-Dunois). Cinq des six personnes utilisent le cellois quotidiennement et la dernière est « parfaitement en mesure de s’exprimer » ; ils proviennent pour l'essentiel des hameaux de Petit Marseuil, Les Granges et Le Chiron.

## Phonologie
Le système phonologique du cellois se distingue par un inventaire relativement étoffé comprenant un total de 33 phonèmes, auxquels s’ajoutent plusieurs segments non phonémiques. L’inventaire vocalique comprend douze voyelles orales, parmi lesquelles onze sont phonémiques. Le système comprend en outre quatre voyelles nasales : /ɑ̃/, /ɛ̃/, /oẽ/, et /ɔ̃/. L’inventaire consonantique comprend, quant à lui, 19 phonèmes consonantiques auxquels s’ajoutent deux consonnes simples et deux géminées qui n'ont pas de statut phonémique. Au total, on dénombre donc 39 sons.
|             | Antérieures | Centrales | Postérieures |
| ----------- | ----------- | --------- | ------------ |
| Fermées     | /i/, /y/    |           | /u/          |
| Mi-fermées  | /e/, /ø/    |           | /o/          |
| Moyennes    |             | /ə/       |              |
| Mi-ouvertes | /ɛ/, /œ/    |           | /ɔ/          |
| Ouvertes    | /a/         |           | /ɑ/          |

|                 | Oclusive | Nasale | Fricative      | Affriquée     | Latérale |
| --------------- | -------- | ------ | -------------- | ------------- | -------- |
| Bilabiale       | /p/, /b/ | /m/    |                |               |          |
| Labio-dentale   |          |        | /f/, /v/       |               |          |
| Dentale         | /t/, /d/ | /n/    | /r/, /rː/      |               | /l/      |
| Alvéolaire      |          |        | /s/, /z/       |               |          |
| Post-alvéolaire |          |        | /ʃ/, /ʃː/, /ʒ/ |               |          |
| Palatale        |          | /ɲ/    |                | /ʧ/, /ʤ/, /ʣ/ |          |
| Vélaire         | /k/, /g/ |        |                |               |          |
| Uvulaire        |          |        | /ʁ/            |               |          |

Par ailleurs, le cellois dispose de trois semi-consonnes : /j/, /w/ et /ɥ/. Ces semi-consonnes participent à la formation de diphtongues, qui peuvent être de type ascendant ou descendant, et qui peuvent combiner aussi bien avec des voyelles orales qu’avec des voyelles nasales. On compte 21 diphtongues descendantes, 14 diphtongues ascendantes et sept triphtongues.

## Exemples lexicaux
| Cellois     | API        | Français                                                         |
| ----------- | ---------- | ---------------------------------------------------------------- |
| ankourbwésâ | /ãkubwesɑ/ | maintenir une bête avec une corde d’une corne à une patte        |
| angrnâ      | /ãgr̩nɑ/    | mettre le grain dans la batteuse                                 |
| anjâyâ      | /ãʒɑjɑ/    | entasser le foin n’importe comment vers le fond du fenil         |
| barjô       | /barʒo/    | mélophage du mouton                                              |
| béj         | /beʒ/      | mare au bord d’un chemin où les vaches vont boire                |
| bétchô      | /beʧo/     | bétail                                                           |
| bwink       | /bwɛ̃k/     | pièce métallique pour assembler la charrette au joug des animaux |
| chin’       | /ʃin/      | chienne                                                          |
| chti, -v    | /ʃti, -v/  | coquin, mal élevé, méchant                                       |
| djé         | /ʤe/       | dix                                                              |
| doubyoun    | /dubjun/   | agnelle de deux ans                                              |
| émôchâ      | /emoʃɑ/    | chasser les mouches                                              |
| gernouy     | /gǝrnuj/   | grenouille                                                       |
| mitan       | /mitã/     | milieu                                                           |
| patwè       | /patwɛ/    | patois                                                           |
| pay         | /paj/      | haricot                                                          |
| sôtrikè     | /sotrikɛ/  | petite sauterelle                                                |
| vziby       | /vzibj/    | vent sifflant                                                    |
| wala        | /wala/     | voilà                                                            |
| ya          | /ja/       | verglas                                                          |
| zaziyâ      | /zazijɑ/   | couper difficilement, ne pas arriver à couper comme il faut      |

## Littérature
Une traduction du Petit Prince d’Antoine de Saint-Exupéry dans cette variété est publiée en 2022.

### Publications générales
- [Boula de Mareüil, Adda et Lamel 2021] Philippe Boula de Mareüil, Gilles Adda et Lori Lamel, « Comparaison dialectométriques de parlers du Croissant avec d'autres parlers d'oc et d'oïl », dans Louise Esher, Maximilien Guérin, Nicolas Quint et Michela Russo, Le Croissant linguistique entre oc, oïl et francoprovençal : des mots à la grammaire, des parlers aux aires, Paris, L'Harmattan, 2021, 376 p. (ISBN 978-2-343-23050-4, lire en ligne).
- [Pasty 1999] Glossaire des dialectes marchois et haut limousin de la Creuse, Édité par l'auteur, 1999 (lire en ligne ).
- [Lacrocq 1925] Louis Lacrocq, « Monographie de la commune de La Celle-Dunoise », Mémoires de la Société des sciences naturelles et archéologiques de la Creuse,‎ 1925.
- [Quint 2023] Nicolas Quint, « Les parlers du Croissant : un aperçu des actions actuelles de documentation et de promotion d'un patrimoine linguistique menacé », dans Annie Rialland et Michela Russo, Les langues régionales de France Nouvelles approches : nouvelles méthodologies, revitalisation, vol. 1, Paris, Société de linguistique de Paris, 2023, 292 p. (ISBN 978-2957089420, lire en ligne), p. 213-245.

### Publications spécialisées
- [Collectif 1994] Collectif, Petit recueil du patois cellois, La Celle-Dunoise, La Croisée des Chemins de La Celle-Dunoise, 1994.
- [Maurer-Cecchini 2021] Philippe Maurer-Cecchini, Grammaire descriptive du parler croissantin de La Celle-Dunoise (Creuse) : avec quelques données sur le parler de Saint-Sulpice-le-Dunois, Paris, L'Harmattan, coll. « Les parlers du Croissant », 2021, 306 p. (ISBN 978-2-343-23289-8, présentation en ligne).
- [Monnet-Quelet 2021] Jean-Michel Monnet-Quelet, « Entre oïl et oc, 28 traits linguistiques observés à La Celle-Dunoise (Creuse) au centre du Croissant marchois », Études marchoises,‎ décembre 2021 (lire en ligne , consulté le 28 mars 2025).

### Publications littéraires
- [Brunet et Quint 2022] Pierre Brunet (trad.) et Nicolas Quint (éd.), Le P’tit Prince : Traduction en cellois (La Celle-Dunoise, Creuse) du « Petit Prince » d’Antoine de Saint-Exupéry, Neckarsteinach, Tintenfaß, 2022 (ISBN 978-3-98651-000-8, présentation en ligne).